# Une vie (1958)
Une vie is een Franse film van Alexandre Astruc die werd uitgebracht in 1958.
Het scenario is gebaseerd op de gelijknamige roman (1883) van Guy de Maupassant.

## Verhaal
Het laatnegentiende-eeuws Normandië. Jeanne Dandieu is een gelukkige jonge vrouw die met haar welgestelde ouders en de dienstmeid Rosalie in een ruim herenhuis leeft. Ze leert Julien de Lamare kennen, een knappe maar brutale en cynische man, voor wiens charmes ze bezwijkt. Niet lang na hun ontmoeting trouwen Jeanne en Julien. 
Julien voelt zich al vlug verstikken onder de passie van Jeanne. Jeanne ontdekt algauw dat Julien meer interesse vertoont voor haar familiefortuin dan voor haar. Ze komt ook te weten dat hij haar bedriegt met Rosalie die zwanger van hem is. 
Enkele jaren later verschijnt de sensuele adellijke gehuwde Gilberte de Fourcheville ten tonele. Ze wordt Juliens nieuwe minnares. Jeanne ondergaat deze nieuwe beproeving. Maar mijnheer de Fourcheville betrapt zijn vrouw op heterdaad met Julien. Zijn razernij wordt de minnaars noodlottig. 

## Rolverdeling
| Acteur             | Personage                |
| ------------------ | ------------------------ |
| Maria Schell       | Jeanne Dandieu           |
| Christian Marquand | Julien de Lamare         |
| Antonella Lualdi   | Gilberte de Fourcheville |
| Ivan Desny         | mijnheer de Fourcheville |
| Pascale Petit      | Rosalie                  |
| Louis Arbessier    | mijnheer Dandieu         |
| Marie-Hélène Dasté | mevrouw Dandieu          |
| Gérard Darrieu     | een visser               |
| Andrée Tainsy      | Ludivine                 |